# Hesperoxiphion
Hesperoxiphion es un género de plantas perennes y rizomatosas  con cinco especies, perteneciente a la familia de las iridáceas. Es originario de Sudamérica donde se distribuye por Bolivia, Colombia y Perú.

## Etimología
El nombre del género se deriva de las palabras griegas hésperos, que significa "occidental", y xiphos, que significa "espada".

## Especies
- Hesperoxiphion herrerae (Diels ex R.C.Foster) Ravenna, Not. Mens. Mus. Nac. Hist. Nat. 21: 8 (1977).
- Hesperoxiphion huilense Ravenna, Bot. Not. 132: 464 (1979).
- Hesperoxiphion niveum (Ravenna) Ravenna, Not. Mens. Mus. Nac. Hist. Nat. 21: 8 (1977).
- Hesperoxiphion pardalis (Ravenna) Ravenna, Not. Mens. Mus. Nac. Hist. Nat. 21: 8 (1977).
- Hesperoxiphion peruvianum (Baker) Baker, J. Linn. Soc., Bot. 16: 127 (1877).